# Goniosoma patruele
Goniosoma patruele is een hooiwagen uit de familie Gonyleptidae.